# 江姓
江姓为中文姓氏之一，在《百家姓》中排名第141位。根据2007年中国公安部的统计，江姓人口在中国大陆排名第74位。在台灣，江姓是第二十五大姓。

## 歷史
江姓由上古八大姓之一的嬴姓演變而來。据《史记·卷第五·秦本纪 第五》记载，嬴姓因分国而分成十四氏：徐氏、郯氏、莒氏、锺离氏、运奄氏、菟裘氏、将梁氏、黄氏、江氏、修鱼氏、白冥氏、蜚廉氏、秦氏、赵氏。《风俗通》载：伯姓出自“嬴姓，伯益之后”。伯益因助禹治水有功，故受帝舜赐姓嬴，封于嬴城（今山东省莱芜市莱城区嬴城遗址）；也有一支来自少昊金天氏。伯益擅长畜牧狩猎，后来助禹治水有功，舜帝赐伯益为嬴姓。

### 起源
伯益的後人於商朝、西周初期受封建立江國，江國国君姓氏是嬴，其他嬴姓诸侯国還有安、益、赵、郯、葛、黄、梁、徐、萧等国，以及後來統一中國的秦國。
古代江國的國都位於今河南正陽縣附近。春秋時，江國介於楚、宋、齊三國之間，經常受到這些大國侵擾，加之淮水氾濫，往往淹沒江國的中心地帶，所以江國一直未能強盛起來。公元前623年江國被楚國所滅，後代子孫流落各地，並以國名為氏，由嬴姓而改為江姓，將江姓世代承襲了下來。江氏發源於河南正陽，早期主要在河南發展繁衍。

### 流散各地
亡國後的江氏子孫，先從正陽向北逃到淮陽（今屬河南），又從淮陽再北上遷至陳留圉縣（今河南杞縣於鎮），後又遷至濟陽考城（今河南民权县），並在此發展成為名門望族，故江氏以「濟陽」、「淮陽」為郡號。江國滅亡後，還有一部分江國子孫逃到齊（今山東臨淄一帶）、陵陽（今安徽石埭縣東北）以及鄖陽。
西漢時期，在江貞的率領下遷往今山東濟水之南，其部分後裔仍留河南，繁衍於淮水之南。此後，江姓在河南、山東立足後，又向四處繁衍發展，遷播到全國各地。
晉朝陳留人江瓊，為馮翊太守，永嘉之亂時，棄官回奔，後改仕張軌，子孫因居涼土（今屬甘肅），世傳家業。

### 入閩
唐初，陳政、陳元光父子入閩開漳，隨行軍校有九十一人六十一姓在福建落籍，其中就有河南的江姓，這當是江姓最早入閩者。
宋朝靖康年間，金兵攻陷汴京，江氏大規模南遷到浙江、江西、福建、廣東等地。江姓有一支自汴京遷之杭之仁和（今浙江杭州市）遷入福建寧化石壁村，後遷入上杭棉村，其後有遷永定高頭、平和葛布大溪村、詔安霞葛者（三地皆屬金豐派），還有一支由江確率領由山東濟陽遷至江西都昌，傳至遷入福建寧化石壁村，其後有遷上杭、永定及沿海地區（廈門、福州、泉州）。江曄（八郎），生三子：江萬里、江萬載、江萬頃。江萬里為宋度宗左丞相，抗元殉國，其弟及子孫再由江西遷福建寧化石壁,為江氏入閩之末。江子一為南北朝江氏入閩者，其後有百念四郎（又稱百四郎）於南宋時在自上杭棉村遷於汀州金豐鄉苦竹堡大溪村寨下（今龙岩市永定區大溪鄉莒溪村）開基。
明初，江姓作為明朝洪洞大槐樹遷民姓氏之一，被分遷於江蘇、浙江、山東、河南、湖南等。明末，有江姓族人跟隨鄭成功進入台灣，在台灣定居，後來又有人移居海外。清初，有湖北麻城的江文、江榜兄弟回歸河南正陽落籍。明清以後，江姓遍及全國各地。如今，江姓在全國分佈甚廣，其分佈以江蘇、廣西、安徽、四川、廣東、湖北、福建等省為主，這七省的江姓約佔了全國漢族江姓人口的65%。

## 郡望

### 济阳
在河南省開封市兰考县。西漢治濟陽縣，治所在今河南蘭考縣東北。晉惠帝時，置濟陽郡，治所在濟陽，相當今河南蘭考東境、山東東明南境。東晉後此郡廢。濟陽郡距今河南省境德正陽縣不遠。濟陽這支江姓，開基始祖為東漢江德。

### 淮阳
在河南省周口市淮阳县。前196年置淮陽國，為同姓九國之一，都於陳（今河南淮陽），惠帝后時為郡，時為國。成帝時相當今河南淮陽、鹿邑、太康、柘城、扶溝等縣地。東漢章和二年（88年）改為陳國。隋及唐又曾改陳州為淮陽郡。

## 堂號
- 「濟陽堂」：濟陽郡望的堂號。
- 「淮陽堂」：淮陽郡望的堂號。
- 「六桂堂」：六桂聯芳中江姓的堂號。
- 「忠廉堂」：宋朝時上高尉江灝，因勤王功升建浦丞。因統義兵捕盜有功，歷任柳州、象州兩州知府，為官忠廉。
- 「餘慶堂」

## 延伸阅读
[在维基数据编辑]
 《百家姓》
 《欽定古今圖書集成·明倫彙編·氏族典·江姓部》，出自陈梦雷《古今圖書集成》